# Iso-Roine
Iso-Roine eller Iso Roinevesi är en sjö i Finland. Den ligger i kommunen Tavastehus i landskapet Egentliga Tavastland, i den södra delen av landet, 120 km norr om huvudstaden Helsingfors. Iso-Roine ligger 84,2 meter över havet. Den är 73 meter djup. Arean är 30,87 kvadratkilometer och strandlinjen är 146,7 kilometer lång. Sjön  ingår i Kumo älvs huvudavrinningsområde. 